# Fucoxantină
Fucoxantina este un pigment natural din clasa xantofilelor, cu culoare maronie. Din punct de vedere chimic, este un derivat tetraterpenic ce conține grupă cetonă (C=O), hidroxil (-OH) și epoxid. Este un pigment care conferă culoarea algelor brune și diatomeelor, regăsindu-se la nivelul cloroplastelor.